# Калисто (спътник)
Вижте пояснителната страница за други значения на Калисто.
Калисто е вторият по големина естествен спътник на Юпитер и третият в Слънчевата система. Открит е през 1610 г. от Галилео Галилей и носи името на любовницата на бога Зевс от древногръцката митология Калисто.
Името Калисто е предложено от Симон Мариус скоро след откриването на спътника, но то не навлиза в широка употреба до средата на 20 век. Преди това Калисто е наричан Юпитер 4 или четвъртият спътник на Юпитер.

## Физически характеристики
Разстоянието от Юпитер до Калисто е 1 883 000 km, радиусът му е 2400 km, а масата му е 1,08.1023 kg.

### Повърхност
Калисто е покритият с най-много кратери спътник в Слънчевата система. На повърхността му почти отсъстват други черти като планини или разломи. За ледената покривка на спътника обаче се предполага, че в геологични периоди може да заличи неравности в релефа чрез бавното си придвижване. Две от най-големите забележителности на Калисто са кратерът Валхала с диаметър от 600 km и пръстеновидни набръчквания вследствие на удара, достигащи до 3000 km, и серията от кратери Gipul Catena, разположени в права линия на повърхността на спътника. За Gipul Catena се смята, че е образуван от обект, разрушил се на множество малки части под действието на приливните сили на Юпитер подобно на кометата Шумейкър-Леви 9. Възрастта на кората на Калисто се определя на 4 милиарда години.

### Океан под повърхността
Очуканата повърхност на Калисто лежи върху дебел около 105 km леден слой, под който има солен океан, дълбок повече от 10 km. Свидетелство за наличието на океан е предоставено от космическия апарат Галилео чрез измервания на зависимостите на магнитното поле на Калисто от преминаването му през магнитното поле на Юпитер. Интензивността на магнитното поле на спътника се променя, което издава наличието на проводящ материал под повърхността. Смята се, че тази роля се изпълнява от соления океан. Друго доказателство за наличието на океан е фактът, че повърхността, диаметрално противоположна на големия кратер Валхала, не е напукана и не показва следи от сеизмични вълни, породени от гигантски сблъсък. На Луната и на Меркурий обаче този ефект се наблюдава за най-големите кратери, което води до заключението, че на Калисто съществува механизъм за омекотяване на сеизмичните вълни – а именно течен океан под повърхността.

### Състав
Вътрешността на Калисто е изградена предимно от силикатни скали, като преходът между повърхностната ледена покривка и скалите във вътрешността е плавен. За спътника се предполага, че има сравнително малко желязно ядро и това обяснява най-ниската му плътност в сравнение с останалите галилееви луни – 1,86 g/cm3 или приблизително 40% лед и 60 % скали и желязо. Структурата на Калисто вероятно е подобна на тези на Титан и Тритон.
За разлика от съседния Ганимед, на Калисто липсват доказателства за тектонична активност и повърхността му се е запазила сравнително непроменена от образуването му. За разлика от Европа и Ганимед, които имат тънки атмосфери от кислород, Калисто има тънка атмосфера от въглероден диоксид. Отсъствието на кислород се обяснява с факта, че орбитата на спътника лежи извън радиационния пояс на Юпитер и повърхността му не е подложена на интензивна йонизация.

### Атмосфера
Калисто има много тънка атмосфера, съставена от въглероден диоксид. Учените смятат, че тя се поддържа и се увеличава бавно от сублимацията на леда от въглероден диоксид.

## Калисто в киното и фантастиката
- В романа на Ким Стенли Робинсън „Синият Марс“ се съдържа описание на колония на Калисто.
- Юпитеров спътник е британски сериал, действието на което се развива на космически университет на орбита около Калисто.
- Колония на Калисто има и в поредицата „The Expanse“ на Джеймс С. А. Кори.